# Pepparkornen

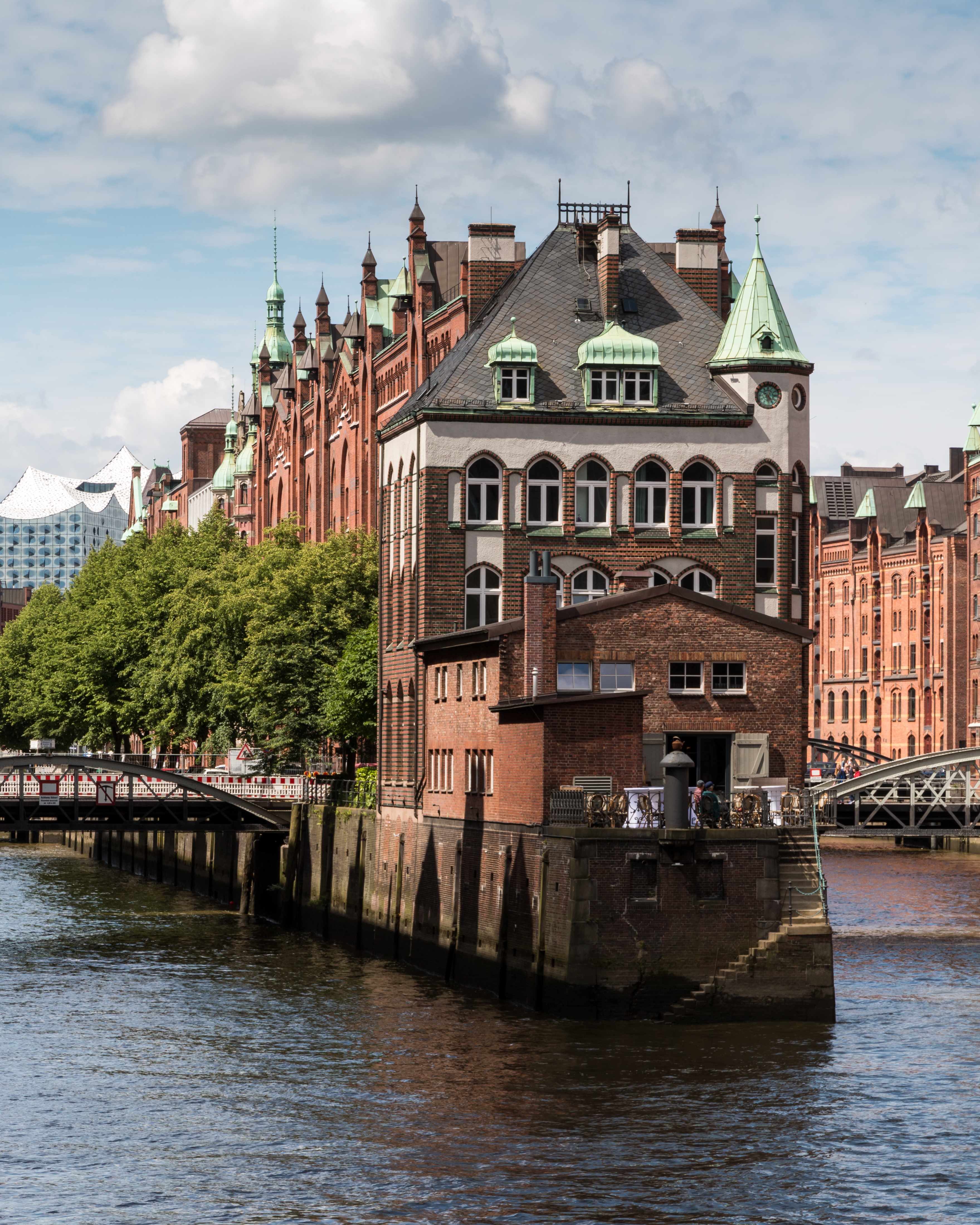
Pepparkornens högkvarter ligger i Speicherstadt, Hamburg

Pepparkornen, Die Pfefferkörner, är en tysk tv-serie som skapades 1999 i Hamburg. Pepparkornen kallar sig några barn som håller hus i Hamburgs hamn. När de ser orättvisor eller brott tvekar de inte att ingripa och ibland kan det bli mycket dramatiskt.
Barnkanalen visar serien med Detektivgrupp 3 från 2008 och framåt. Detektivgrupp 1 och 2 från åren 1999 -2005 visas inte i Sverige.  En långfilm har gjorts, Pepparkornen och bergsvålnadens skatt (2017), som visats i Sverige samt även blivit bok.
- Detektivgrupp 3 (2008–2010): Lilly, Karol, Yeliz, Laurenz, Marie
- Detektivgrupp 4 (2010–2011): Sophie, Themba, Lina, Rasmus, Emma
- Detektivgrupp 5 (2012–2013): Emma, Max, Nina, Henri
- Detektivgrupp 6 (2013–2014): Max, Nina, Jessica, Luis
- Detektivgrupp 7 (2014): Niklas, Jessica, Anton, Ceyda, Luis
- Detektivgrupp 8 (2015–2016): Pinja, Till, Stella, Ramin, Jale
- Detektivgrupp 9 (2017): Mia, Johannes, Alice, Benny, Lisha
- Detektivgrupp 10 (2018): Nele, Levin, Kira, Tayo, Femi
- Detektivgrupp 11 (2019- 2021): Jonny, Lou, Petra, Clarissa,Tarun
- Detektivgrupp 12 (2022): Lou, Petra, Rafael, Milan, Jet

Logotypen